# Grand Prix automobile de Belgique 1964
GP précédent GP suivant
Le Grand Prix de Belgique 1964 (XXIVe Grand Prix de Belgique / XXIV Grote Prijs van Belgie), disputé sur le circuit de Spa-Francorchamps le 14 juin 1964, est la cent-vingt-quatrième épreuve du championnat du monde de Formule 1 courue depuis 1950 et la troisième manche du championnat 1964.

## Contexte avant la course

### Le championnat du monde
Depuis 1961, la Formule 1 suit la réglementation 1 500 cm3 (dérivée de l'ancienne Formule 2 de la période 1957 à 1960). Initialement prévue pour une période de trois ans, la formule a été prolongée de deux années supplémentaires par la Commission sportive internationale, garantissant la stabilité technique jusqu'à fin 1965. La réglementation s'appuie sur les points suivants :
- interdiction des moteurs suralimentés
- cylindrée minimale : 1 300 cm3
- cylindrée maximale : 1 500 cm3
- poids minimal : 450 kg (à sec)
- double circuit de freinage obligatoire
- arceau de sécurité obligatoire (le haut du cerceau devant dépasser le casque du pilote)
- démarreur de bord obligatoire
- carburant commercial
- ravitaillement en huile interdit durant la course

Après une domination écrasante en 1963, Jim Clark et sa Lotus sont à nouveau favoris pour le titre mondial cette saison. Malgré un nouvel échec au Monaco, le champion écossais a retrouvé le chemin de la victoire aux Pays-Bas et rejoint Graham Hill, qui avait imposé sa BRM en principauté, en tête du championnat.

### Le circuit

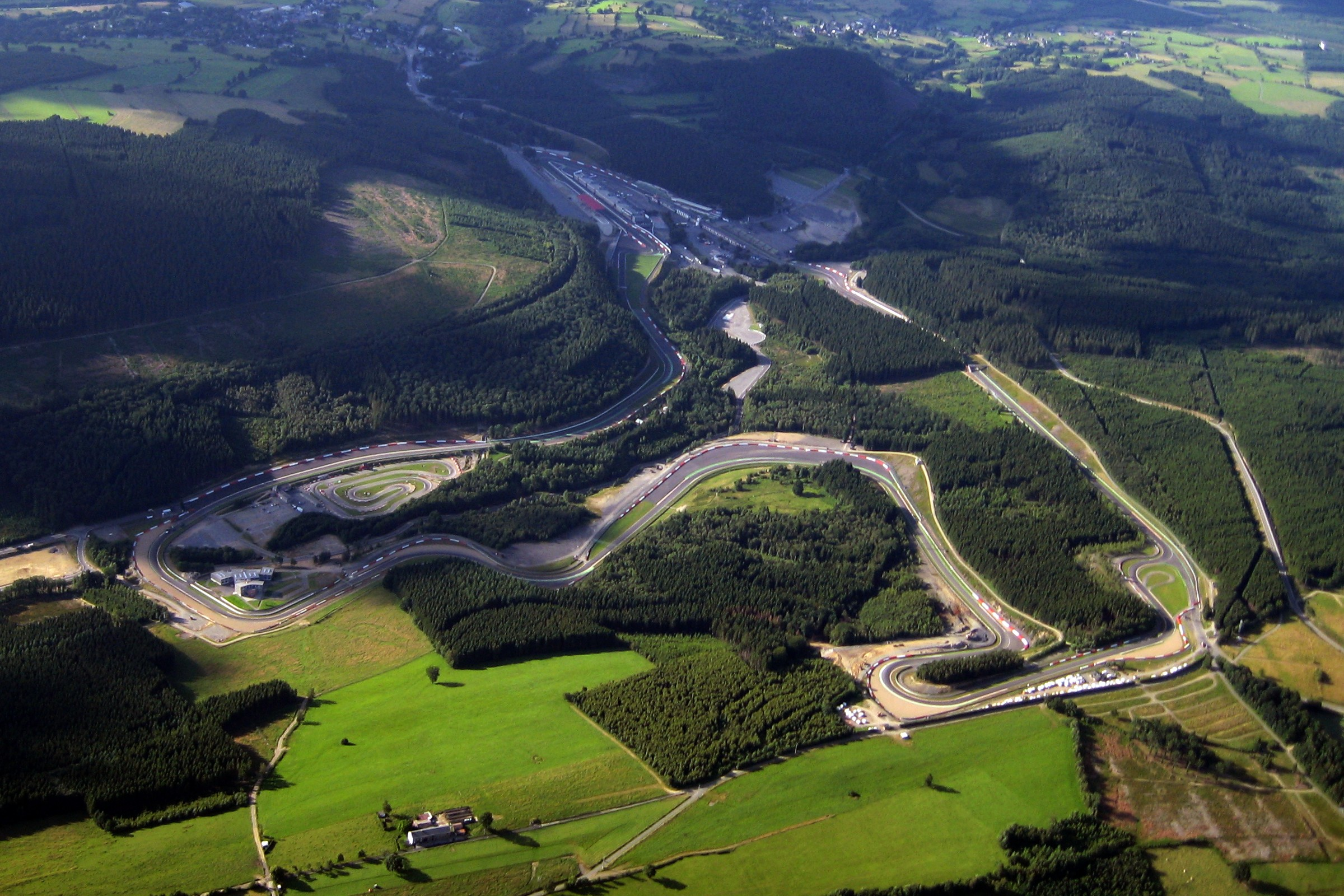
Vue aérienne du site de Spa-Francorchamps dans les années 2000 avec au fond, le virage de la Source. Le circuit permanent n'existait pas en 1964.

Utilisé pour la première fois en 1921 à l'occasion d'une course motocycliste, le tracé naturel de Spa-Francorchamps emprunte les routes reliant Francorchamps, Malmedy et Stavelot. En 1924, le circuit acquiert un statut international avec l'organisation des 24 Heures de Spa. Développant initialement près de quinze kilomètres, il se caractérise par un relief très marqué et des courbes rapides. Après guerre, le court-circuitage du secteur de l'ancienne douane grâce à la création du Raidillon de l'Eau Rouge (une impressionnante montée à dix-sept%) a ramené sa longueur à quatorze kilomètres. En 1960, Jack Brabham avait réalisé un tour à plus de 220 km/h au volant de sa Cooper lors des essais du Grand Prix, une performance que les Formules 1 de 1 500 cm3 n'ont pas encore égalée depuis.

## Monoplaces en lice
- Lotus 25 & 33 "Usine"

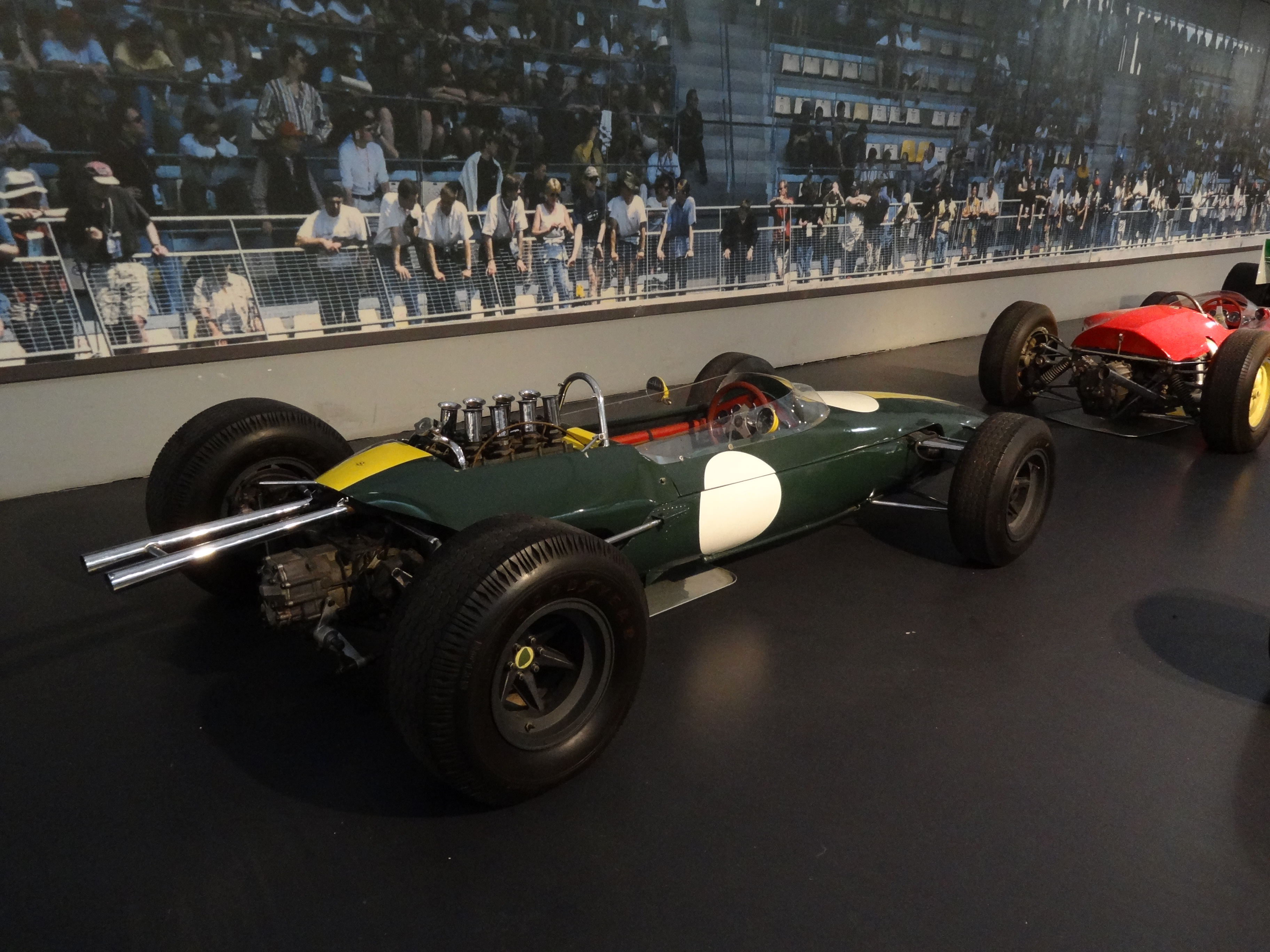
Jim Clark pourra disposer de la nouvelle Lotus 33.

En plus de son habituelle Lotus 25, Jim Clark peut enfin disposer de la nouvelle Lotus 33 (évolution de la précédente, avec une carrosserie affinée), qu'il avait accidentée à Aintree en avril et tout juste réparée. Les deux monoplaces (à structure monocoque) sont techniquement très proches, d'autant que les suspensions du nouveau modèle ont été également adaptées sur l'ancien, rebaptisé 25B. Alors que depuis le début de saison les nouvelles jantes Dunlop de treize pouces avaient remplacé celles de quinze pouces, l'équipe a choisi de monter les anciennes jantes, plus étroites, sur la 25, afin de favoriser l'aérodynamisme sur le très rapide circuit de Francorchamps. Peter Arundell, qui découvre la piste belge, pilote une 25B identique à celle de Clark. Les trois voitures sont dotées du moteur V8 Coventry Climax FWMV à injection (205 chevaux à 9600 tr/min) et d'une boîte de vitesses ZF à cinq rapports. Elles pèsent 455 kg à vide.
- Lotus 24 & 25 privées

Tim Parnell avait initialement engagé deux Lotus 25 à moteur V8 BRM (200 chevaux) et boîte cinq vitesses Hewland pour Chris Amon et Mike Hailwood. Ce dernier étant indisponible à cause d'une pharyngite, seule celle d'Amon a été amenée. Un arrangement a été trouvé avec le pilote indépendant Peter Revson, dont la Lotus 24 personnelle a été repeinte aux couleurs de l'équipe britannique (bleue avec bandeau rouge à l'avant) et équipée du moteur d'Hailwood que l'Américain a loué pour la circonstance.
- BRM P261 "Usine"

L'équipe BRM aligne trois P261 à structure monocoque, la dernière construite étant dévolue à Graham Hill, la voiture utilisée par le Britannique depuis le début de saison lui servant désormais de mulet, tandis que Richie Ginther dispose de sa monture habituelle. Pesant 450 kg, les P261 sont dotées de la dernière évolution du moteur V8 à injection indirecte Lucas, développant 210 chevaux à 11000 tr/min, et d'une boîte six vitesses. Tout comme le châssis, moteur et boîte ont été conçus et réalisés à l'usine de Bourne, sous la direction technique de Tony Rudd.
- BRM P57 privées

La Scuderia Centro Sud engage les deux P57 pour Giancarlo Baghetti et Tony Maggs qu'elle a rachetées à l'usine en début de saison. Pesant 475 kg, ces monoplaces à châssis multitubulaire utilisent l'ancienne version du moteur V8 à injection (environ 200 chevaux). Pas adaptées aux nouvelles jantes Dunlop de treize pouces, elles sont toujours équipées de leurs jantes de quinze pouces. Maurice Trintignant devait initialement participer au volant de sa P57 personnelle, mais le vétéran français a déclaré forfait pour participer à la course de côte du Mont Ventoux au volant de cette voiture.
- Brabham BT7 "Usine"

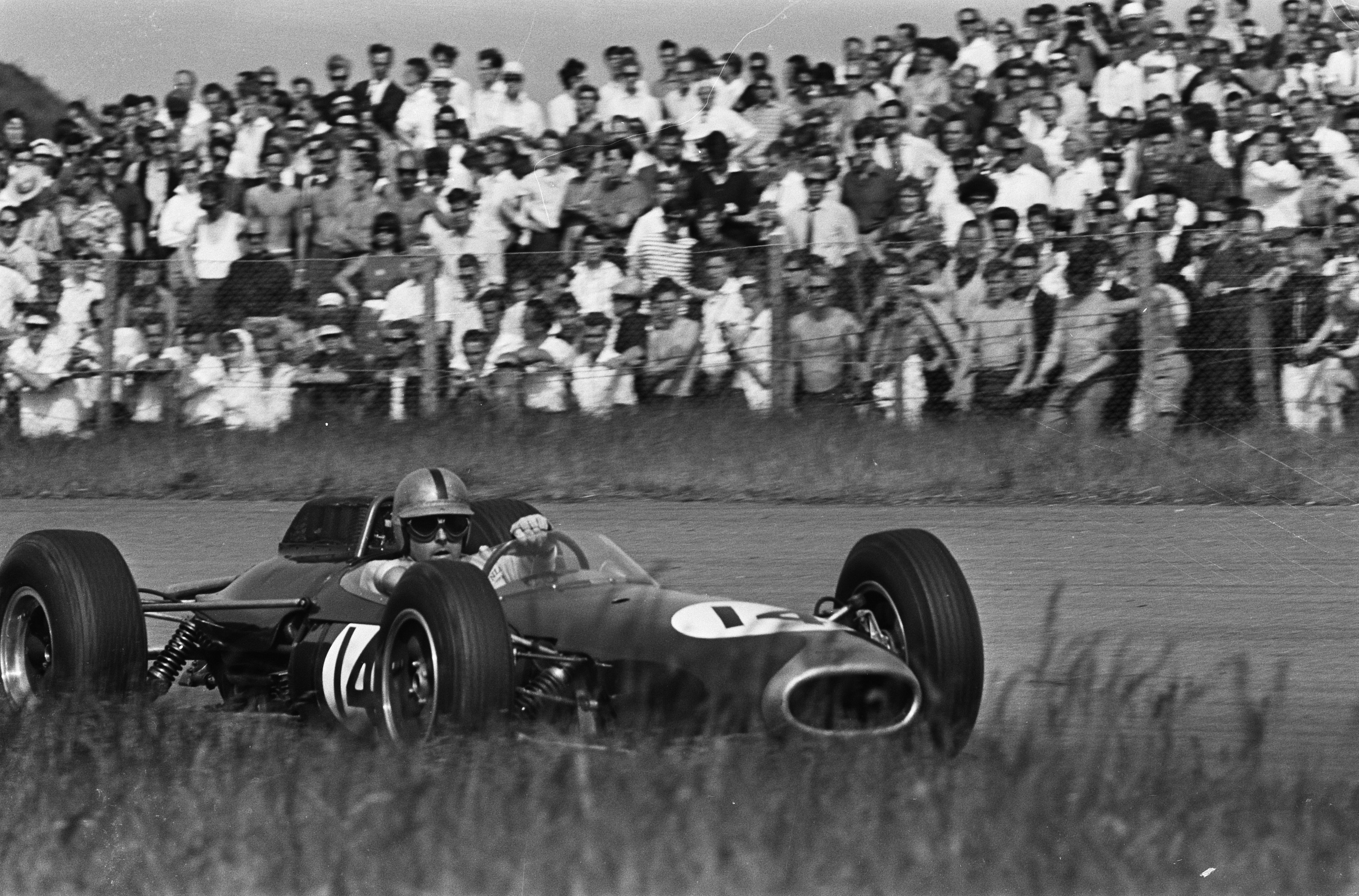
La Brabham BT7 de Jack Brabham (vue ici à Zandvoort).

Jack Brabham et Dan Gurney pilotent toujours leurs Brabham BT7 de la saison passée, adaptées en début d'année aux jantes Dunlop de treize pouces. Elles utilisent la dernière version du moteur V8 Climax accouplé à une boîte de vitesses Hewland à cinq rapports. Elles pèsent 470 kg à vide.
- Brabham BT11 privées

Étroitement dérivées des Brabham BT7, les BT11 peuvent être équipées du moteur V8 Climax ou du V8 BRM. C'est ce dernier, associé à une boîte de vitesses Colotti à six rapports, qu'utilisent le pilote indépendant Joseph Siffert ainsi que le Rob Walker Racing Team pour la BT11 confiée à Joakim Bonnier. Le Britannique Bob Anderson a quant à lui équipé sa BT11 d'un ancien moteur V8 Climax à carburateurs (développant environ 190 chevaux) et d'une boîte cinq vitesses Hewland.
- Ferrari 158 "Usine"

La Scuderia Ferrari projette la réalisation d'une monoplace à moteur douze cylindres, mais sa sortie n'est prévue qu'en fin de saison ; pour l'heure, John Surtees et Lorenzo Bandini s'alignent sur leurs habituelles Ferrari 158 à moteur V8 à injection directe Bosch. Équipées d'une boîte de vitesses à cinq rapports, elles pèsent 468 kg à sec. Leur puissance maximale est de 210 chevaux à 11000 tr/min.
- Cooper T73 "Usine"

John Cooper aligne deux T73 à moteur V8 Climax à injection pour Bruce McLaren et Phil Hill. Évolution de la précédente T66, la T73 bénéficie d'une meilleure rigidité que sa devancière grâce au plaquage de feuilles d'aluminium sur sa structure multitubulaire. La transmission est assurée par une boîte six vitesses conçue et réalisée à l'usine de Surbiton. Depuis Zandvoort, les bras de suspension ont été renforcés. Elle pèse 460 kg à sec. Pour sa conception, McLaren a étroitement collaboré avec le directeur technique Owen Maddock.
- Cooper T66 privée

L'équipe de Rob Walker utilise sa T66 de 1963 comme voiture de réserve pour Bonnier. Elle est équipée d'un moteur V8 Climax à injection et d'une boîte Colotti à six vitesses.
- BRP MK1 & MK2 "Usine"

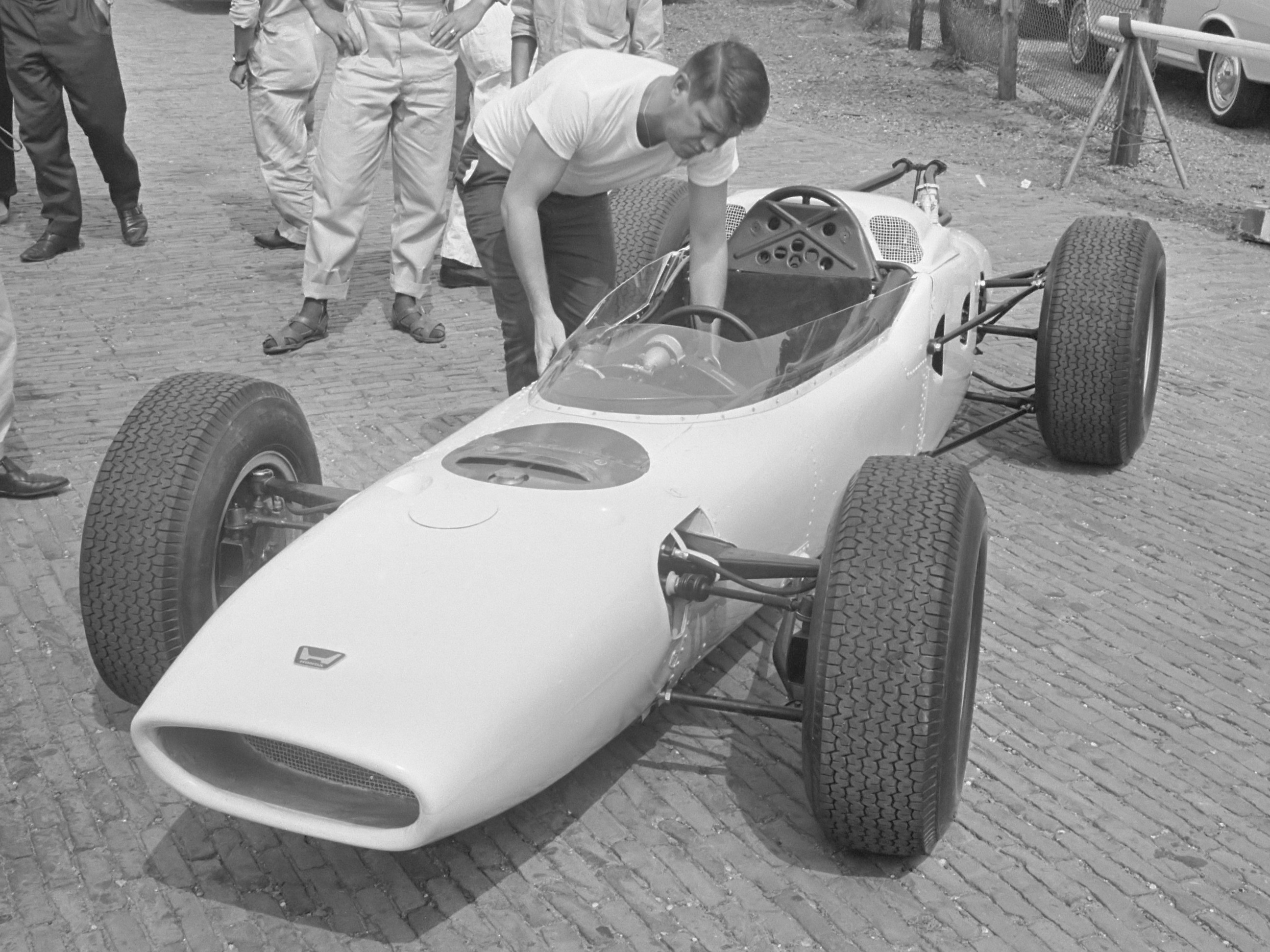
Débuts en F1 ajournés pour Honda et son pilote Ronnie Bucknum, la RA271 n'étant pas encore prête.

Une seule BRP Mk2 est présente en Belgique, aux mains de Trevor Taylor, tandis qu'Innes Ireland, qui a accidenté la sienne le mois précédent lors de l'International Trophy à Silverstone, a dû se rabattre sur une version MK1 de 1963. Conçues par le chef mécanicien Tony Robinson, qui s'est inspiré de la Lotus 25, les BRP, à structure monocoque, sont dotées d'un moteur V8 BRM à injection. Si la Mk1 utilise une boîte de vitesses Colotti à cinq rapports, le nouveau modèle, dont la carrosserie est plus fine et dont les suspensions ont été modifiés pour recevoir les jantes de treize pouces, fait appel à une boîte BRM à six vitesses. Ces monoplaces pèsent environ 475 kg à vide.
- Scirocco SP

Tim Parnell a racheté un des deux châssis SP lors de la liquidation de la société Scirocco-Powell. Équipée d'un moteur V8 Climax, cette monoplace a disputé quelques courses hors championnat aux mains d'André Pilette, sans résultat notoire. Le vétéran belge va toutefois tenter sa chance pour son Grand Prix national.
- Honda RA271 "Usine"

Ayant conçu un moteur V12 transversal, le constructeur japonais avait initialement prévu une association avec Lotus pour se lancer en Formule 1, mais lorsque Colin Chapman renonça à cette collaboration, en 1963, Honda décida de concevoir également le châssis. Après la réalisation du prototype de développement RA270 testé en mars sur le circuit de Suzuka par le pilote américain Ronnie Bucknum, la marque a lancé la construction de sa monoplace RA271 qui aurait dû effectuer sa première course sur le circuit ardennais, mais la réalisation a pris du retard et Bucknum a dû déclarer forfait.

## Coureurs inscrits
| no  | Pilote              | Écurie                      | Constructeur | Modèle       | N° châssis | Moteur                        | Pneumatiques |
| --- | ------------------- | --------------------------- | ------------ | ------------ | ---------- | ----------------------------- | ------------ |
| 1   | Graham Hill         | Owen Racing Organisation    | BRM          | BRM P261     | 2615       | BRM P60 V8                    | D            |
| 1T  | Graham Hill         | Owen Racing Organisation    | BRM          | BRM P261     | 2614       | BRM P60 V8                    | D            |
| 2   | Richie Ginther      | Owen Racing Organisation    | BRM          | BRM P261     | 2613       | BRM P60 V8                    | D            |
| 3   | Innes Ireland       | British Racing Partnership  | BRP          | BRP MkI      | BRP/1-63   | BRM P56 V8                    | D            |
| 4   | Trevor Taylor       | British Racing Partnership  | BRP          | BRP MkII     | BRP/3-64   | BRM P56 V8                    | D            |
| 6   | Giancarlo Baghetti  | Scuderia Centro Sud         | BRM          | BRM P57      | 5784       | BRM P56 V8                    | D            |
| 7   | Tony Maggs          | Scuderia Centro Sud         | BRM          | BRM P57      | 5785       | BRM P56 V8                    | D            |
| 8   | Maurice Trintignant | Privé                       | BRM          | BRM P57      | 5781       | BRM P56 V8                    | D            |
| 10  | John Surtees        | SpA Ferrari SEFAC           | Ferrari      | Ferrari 158  | 158/0006   | Ferrari 205B V8               | D            |
| 11  | Lorenzo Bandini     | SpA Ferrari SEFAC           | Ferrari      | Ferrari 158  | 158/0005   | Ferrari 205B V8               | D            |
| 14  | Jack Brabham        | Brabham Racing Organisation | Brabham      | Brabham BT7  | F1-2-63    | Coventry Climax FWMV MkIII V8 | D            |
| 15  | Dan Gurney          | Brabham Racing Organisation | Brabham      | Brabham BT7  | F1-1-63    | Coventry Climax FWMV MkIII V8 | D            |
| 16  | Joakim Bonnier      | Rob Walker Racing Team      | Brabham      | Brabham BT11 | F1-4-64    | BRM P56 V8                    | D            |
| 16T | Joakim Bonnier      | Rob Walker Racing Team      | Cooper       | Cooper T66   | F1-2-63    | Coventry Climax FWMV MkII V8  | D            |
| 17  | Joseph Siffert      | Siffert Racing Team         | Brabham      | Brabham BT11 | F1-6-64    | BRM P56 V8                    | D            |
| 18  | Bob Anderson        | DW Racing Enterprises       | Brabham      | Brabham BT11 | F1-5-64    | Coventry Climax FWMV MkI V8   | D            |
| 19  | Ronnie Bucknum      | Honda R&D Company           | Honda        | Honda RA271  | 271-001    | Honda RA271E V12              | D            |
| 20  | Bruce McLaren       | Cooper Car Company          | Cooper       | Cooper T73   | F1-1-64    | Coventry Climax FWMV MkIII V8 | D            |
| 21  | Phil Hill           | Cooper Car Company          | Cooper       | Cooper T73   | F1-2-64    | Coventry Climax FWMV MkIII V8 | D            |
| 23  | Jim Clark           | Team Lotus                  | Lotus        | Lotus 25B    | 25 R6      | Coventry Climax FWMV MkIII V8 | D            |
| 23T | Jim Clark           | Team Lotus                  | Lotus        | Lotus 33     | 33 R8      | Coventry Climax FWMV MkIII V8 | D            |
| 24  | Peter Arundell      | Team Lotus                  | Lotus        | Lotus 25B    | 25 R4      | Coventry Climax FWMV MkIII V8 | D            |
| 26  | Mike Hailwood       | Reg Parnell Racing          | Lotus        | Lotus 25     | 25 R7      | BRM P56 V8                    | D            |
| 27  | Chris Amon          | Reg Parnell Racing          | Lotus        | Lotus 25     | 25 R3      | BRM P56 V8                    | D            |
| 28  | André Pilette       | Équipe Scirocco Belge       | Scirocco     | Scirocco SP  | SP-2-63    | Coventry Climax FWMV MkII V8  | D            |
| 29  | Peter Revson        | Reg Parnell Racing          | Lotus        | Lotus 24     | 24 P1      | BRM P56 V8                    | D            |

## Qualifications
Deux séances qualificatives sont programmées, le vendredi et le samedi précédant la course.

### Première séance - vendredi 12 juin
Les premiers essais se déroulent en fin d'après midi le vendredi, sous un chaud soleil. Parmi les premiers en piste, Dan Gurney se montre d'emblée très à l'aise au volant de sa Brabham, battant largement les temps réalisés l'année précédente. Alors que son coéquipier Jack Brabham est handicapé par des problèmes de boîte de vitesses avant d'avoir pu accomplir une performance significative, le pilote américain domine nettement la séance, avec un meilleur tour à près de 220 km/h de moyenne. Il relègue à plus de quatre secondes son plus proche adversaire, John Surtees, sur Ferrari, que des problèmes d'injection ont empêché de tourner assidument. Il précède de deux secondes les deux BRM de Richie Ginther et Graham Hill. Jim Clark n'a accompli qu'un seul tour avec sa nouvelle Lotus 33 avant de se rabattre sur sa monoplace habituelle, dont il n'est pas non plus entièrement satisfait ; le champion du monde n'a réalisé que le cinquième temps, à plus de six secondes et demie de Gurney. Les autres pilotes sont beaucoup plus loin, la plupart ayant passé beaucoup de temps à adapter les réglages de leurs monoplaces aux spécificités de la piste. Le camion de l'écurie Centro Sud étant tombé en panne avant de parvenir au circuit, Giancarlo Baghetti et Tony Maggs n'ont pu disposer de leurs BRM à temps pour participer à la séance.

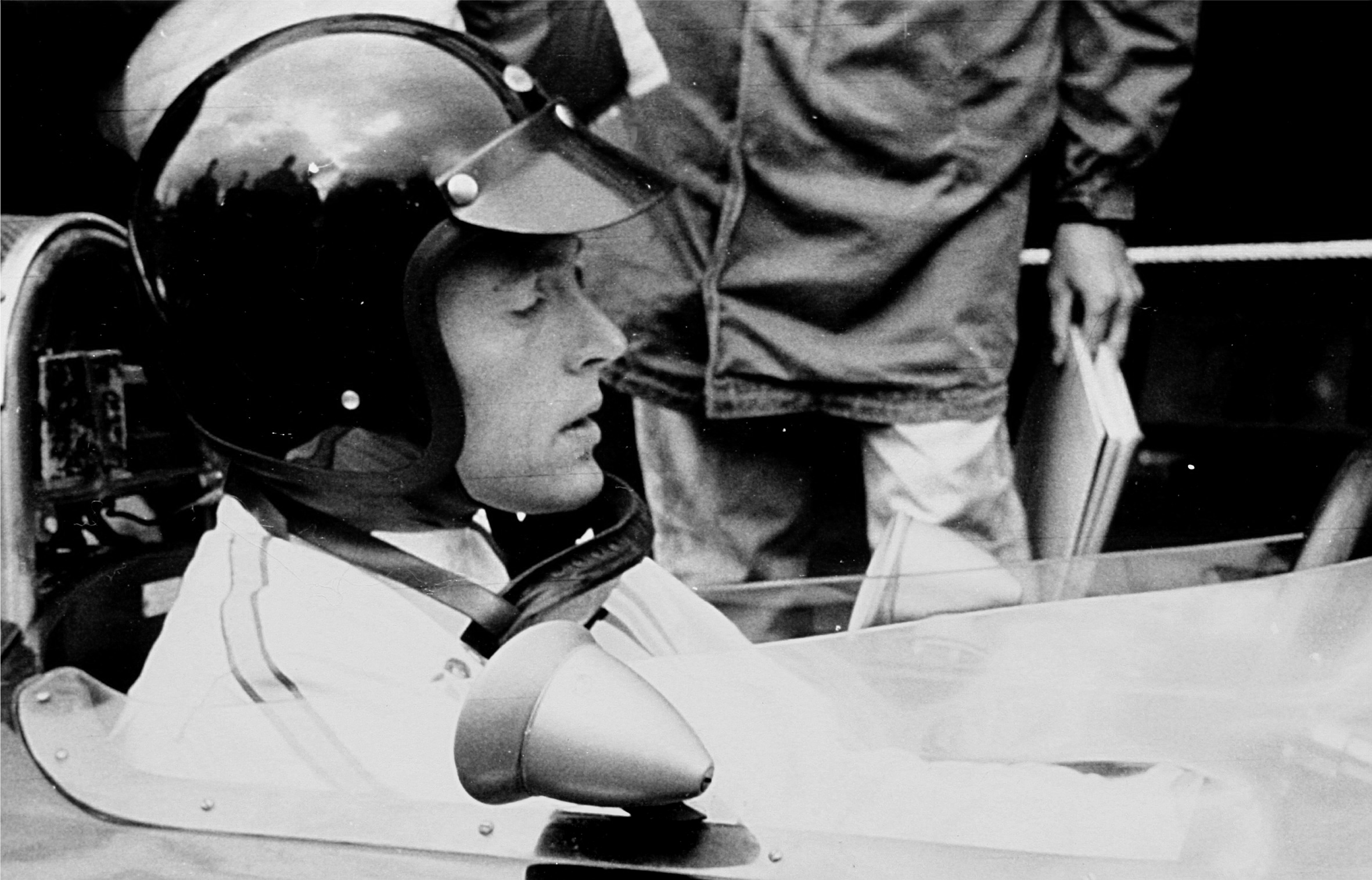
Dan Gurney a survolé la concurrence lors de la première journée d'essais.

| Pos. | Pilote          | Écurie          | Temps        | Écart          |
| ---- | --------------- | --------------- | ------------ | -------------- |
| 1    | Dan Gurney      | Brabham-Climax  | 3 min 50 s 9 |                |
| 2    | John Surtees    | Ferrari         | 3 min 55 s 2 | + 4 s 3        |
| 3    | Richie Ginther  | BRM             | 3 min 57 s 2 | + 6 s 3        |
| 4    | Graham Hill     | BRM             | 3 min 57 s 3 | + 6 s 4        |
| 5    | Jim Clark       | Lotus-Climax    | 3 min 57 s 5 | + 6 s 6        |
| 6    | Bruce McLaren   | Cooper-Climax   | 3 min 58 s 8 | + 7 s 9        |
| 7    | Lorenzo Bandini | Ferrari         | 3 min 59 s 2 | + 8 s 3        |
| 8    | Phil Hill       | Cooper-Climax   | 4 min 02 s 8 | + 11 s 9       |
| 9    | Peter Arundell  | Lotus-Climax    | 4 min 04 s 0 | + 13 s 1       |
| 10   | Innes Ireland   | BRP-BRM         | 4 min 04 s 0 | + 13 s 1       |
| 11   | Chris Amon      | Lotus-BRM       | 4 min 04 s 8 | + 13 s 9       |
| 12   | Jack Brabham    | Brabham-Climax  | 4 min 04 s 9 | + 14 s 0       |
| 13   | Peter Revson    | Lotus-BRM       | 4 min 06 s 9 | + 16 s 0       |
| 14   | Trevor Taylor   | BRP-BRM         | 4 min 07 s 3 | + 16 s 4       |
| 15   | Joseph Siffert  | Brabham-BRM     | 4 min 07 s 8 | + 16 s 9       |
| 16   | Bob Anderson    | Brabham-Climax  | 4 min 25 s 3 | + 34 s 4       |
| 17   | André Pilette   | Scirocco-Climax | 4 min 28 s 2 | + 37 s 3       |
| 18   | Joakim Bonnier  | Brabham-BRM     | 4 min 59 s 9 | + 1 min 09 s 0 |

### Deuxième séance - samedi 13 juin
Les essais du samedi commencent à quinze heures. Il fait plus chaud que la veille et, si Gurney se montre à nouveau le plus rapide, il ne parvient pas à égaler son temps de la veille, s'en approchant à huit dixièmes de seconde. Il devance de près de deux secondes Graham Hill, qui a dû prendre sa voiture de réserve, la première ayant des problèmes d'allumage. La première ligne de la grille de départ est complétée par Brabham, troisième. Clark n'a effectué quelques tours sur sa Lotus 33 mais s'est à nouveau rabattu sur la 25 dont l'efficacité laisse cependant à désirer. Le champion écossais est devancé par son coéquipier Peter Arundell qui, malgré sa méconnaissance du circuit, est parvenu à égaler le temps de Brabham et s'élancera à la corde de la deuxième ligne. Bandini et Maggs ont enfin pu disposer de leurs BRM , mais seul l'Italien pourra prendre le départ, la voiture du Sud-Africain étant indisponible à cause d'un surrégime provoqué par une défaillance de la boîte de vitesses. Un dysfonctionnement du moteur de la Brabham privée de Bob Anderson va également entraîner le forfait de ce dernier.

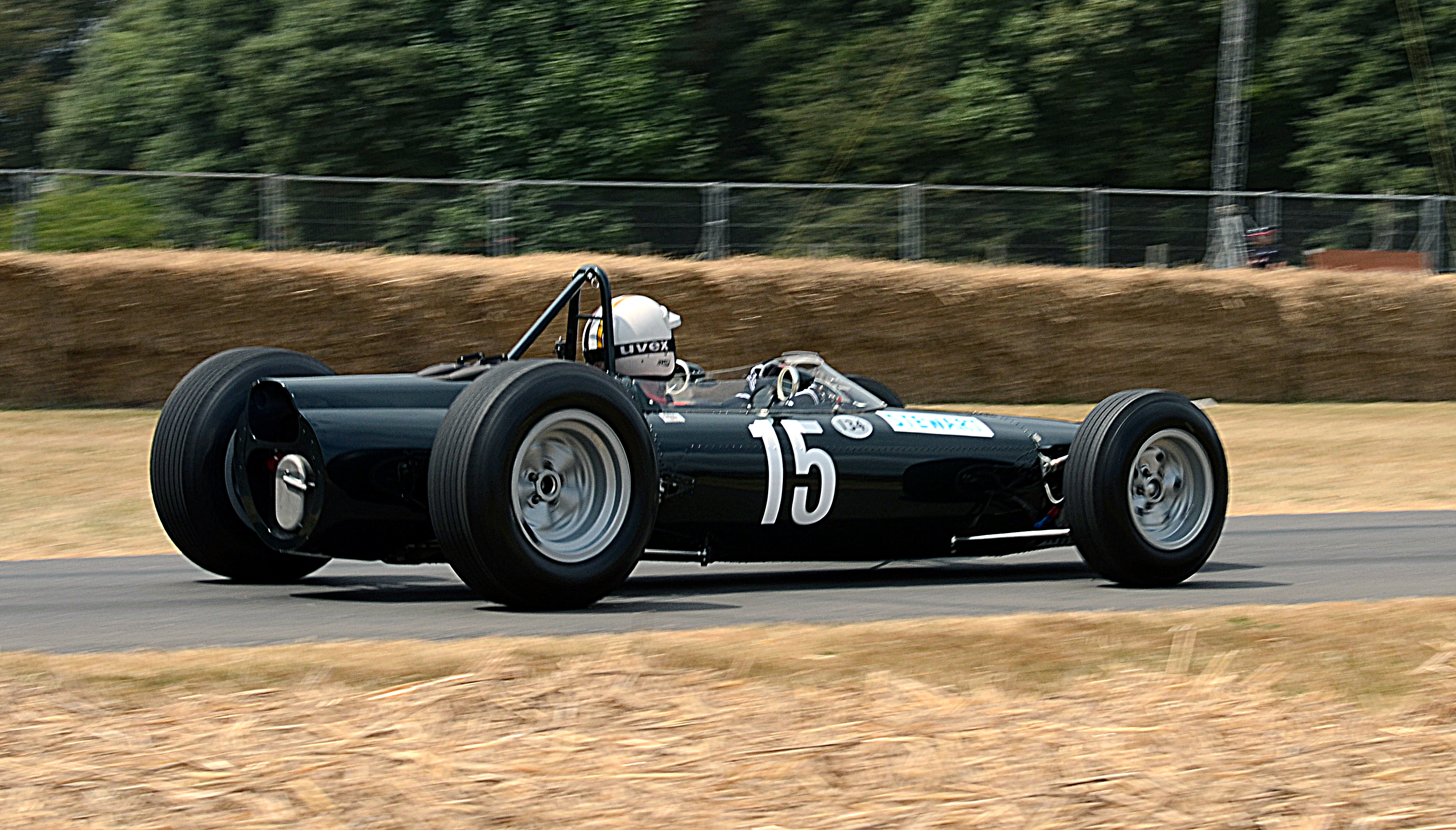
Une BRM P261 semblable à celle de Graham Hill lors d'une manifestation historique. À son volant, le pilote britannique a réalisé le deuxième meilleur temps des essais.

| Pos. | Pilote             | Écurie          | Temps        | Écart    |
| ---- | ------------------ | --------------- | ------------ | -------- |
| 1    | Dan Gurney         | Brabham-Climax  | 3 min 51 s 7 |          |
| 2    | Graham Hill        | BRM             | 3 min 52 s 7 | + 1 s 0  |
| 3    | Jack Brabham       | Brabham-Climax  | 3 min 52 s 8 | + 1 s 1  |
| 4    | Peter Arundell     | Lotus-Climax    | 3 min 52 s 8 | + 1 s 1  |
| 5    | Jim Clark          | Lotus-Climax    | 3 min 56 s 2 | + 4 s 5  |
| 6    | Bruce McLaren      | Cooper-Climax   | 3 min 56 s 2 | + 4 s 5  |
| 7    | Richie Ginther     | BRM             | 3 min 58 s 2 | + 6 s 5  |
| 8    | Lorenzo Bandini    | Ferrari         | 3 min 58 s 8 | + 7 s 1  |
| 9    | John Surtees       | Ferrari         | 3 min 59 s 6 | + 7 s 9  |
| 10   | Peter Revson       | Lotus-BRM       | 3 min 59 s 9 | + 8 s 2  |
| 11   | Chris Amon         | Lotus-BRM       | 4 min 00 s 1 | + 8 s 4  |
| 12   | Trevor Taylor      | BRP-BRM         | 4 min 00 s 2 | + 8 s 5  |
| 13   | Joseph Siffert     | Brabham-BRM     | 4 min 02 s 7 | + 11 s 0 |
| 14   | Joakim Bonnier     | Brabham-BRM     | 4 min 02 s 7 | + 11 s 0 |
| 15   | Innes Ireland      | BRP-BRM         | 4 min 04 s 3 | + 12 s 6 |
| 16   | Phil Hill          | Cooper-Climax   | 4 min 06 s 7 | + 15 s 0 |
| 17   | Giancarlo Baghetti | BRM             | 4 min 07 s 6 | + 15 s 9 |
| 18   | Tony Maggs         | BRM             | 4 min 07 s 8 | + 16 s 1 |
| 19   | Bob Anderson       | Brabham-Climax  | 4 min 08 s 5 | + 16 s 8 |
| 20   | André Pilette      | Scirocco-Climax | 4 min 22 s 9 | + 31 s 2 |

### Tableau final des qualifications
| Pos. | Pilote             | Écurie          | Temps        | Écart    | Commentaire               |
| ---- | ------------------ | --------------- | ------------ | -------- | ------------------------- |
| 1    | Dan Gurney         | Brabham-Climax  | 3 min 50 s 9 |          | temps réalisé le vendredi |
| 2    | Graham Hill        | BRM             | 3 min 52 s 7 | + 1 s 8  | temps réalisé le samedi   |
| 3    | Jack Brabham       | Brabham-Climax  | 3 min 52 s 8 | + 1 s 9  | temps réalisé le samedi   |
| 4    | Peter Arundell     | Lotus-Climax    | 3 min 52 s 8 | + 1 s 9  | temps réalisé le samedi   |
| 5    | John Surtees       | Ferrari         | 3 min 55 s 2 | + 4 s 3  | temps réalisé le vendredi |
| 6    | Jim Clark          | Lotus-Climax    | 3 min 56 s 2 | + 5 s 3  | temps réalisé le samedi   |
| 7    | Bruce McLaren      | Cooper-Climax   | 3 min 56 s 2 | + 5 s 3  | temps réalisé le samedi   |
| 8    | Richie Ginther     | BRM             | 3 min 57 s 2 | + 6 s 3  | temps réalisé le vendredi |
| 9    | Lorenzo Bandini    | Ferrari         | 3 min 58 s 8 | + 7 s 9  | temps réalisé le samedi   |
| 10   | Peter Revson       | Lotus-BRM       | 3 min 59 s 9 | + 9 s 0  | temps réalisé le samedi   |
| 11   | Chris Amon         | Lotus-BRM       | 4 min 00 s 1 | + 9 s 2  | temps réalisé le samedi   |
| 12   | Trevor Taylor      | BRP-BRM         | 4 min 00 s 2 | + 9 s 3  | temps réalisé le samedi   |
| 13   | Joseph Siffert     | Brabham-BRM     | 4 min 02 s 7 | + 11 s 8 | temps réalisé le samedi   |
| 14   | Joakim Bonnier     | Brabham-BRM     | 4 min 02 s 7 | + 11 s 8 | temps réalisé le samedi   |
| 15   | Phil Hill          | Cooper-Climax   | 4 min 02 s 8 | + 11 s 9 | temps réalisé le vendredi |
| 16   | Innes Ireland      | BRP-BRM         | 4 min 04 s 0 | + 13 s 1 | temps réalisé le vendredi |
| 17   | Giancarlo Baghetti | BRM             | 4 min 07 s 6 | + 16 s 7 | temps réalisé le samedi   |
| 18   | Tony Maggs         | BRM             | 4 min 07 s 8 | + 16 s 9 | temps réalisé le samedi   |
| 19   | Bob Anderson       | Brabham-Climax  | 4 min 08 s 5 | + 17 s 6 | temps réalisé le samedi   |
| 20   | André Pilette      | Scirocco-Climax | 4 min 22 s 9 | + 32 s 0 | temps réalisé le samedi   |

## Grille de départ du Grand Prix
| 1re ligne | Pos. 1                      |                              | Pos. 2                      |                              | Pos. 3                        |
|           | Gurney Brabham 3 min 50 s 9 |                              | G. Hill BRM 3 min 52 s 7    |                              | Brabham 3 min 52 s 8          |
| 2e ligne  |                             | Pos. 4                       |                             | Pos. 5                       |                               |
|           |                             | Arundell Lotus 3 min 52 s 8  |                             | Surtees Ferrari 3 min 55 s 2 |                               |
| 3e ligne  | Pos. 6                      |                              | Pos. 7                      |                              | Pos. 8                        |
|           | Clark Lotus 3 min 56 s 2    |                              | McLaren Cooper 3 min 56 s 2 |                              | Ginther BRM 3 min 57 s 2      |
| 4e ligne  |                             | Pos. 9                       |                             | Pos. 10                      |                               |
|           |                             | Bandini Ferrari 3 min 58 s 8 |                             | Revson Lotus 3 min 59 s 9    |                               |
| 5e ligne  | Pos. 11                     |                              | Pos. 12                     |                              | Pos. 13                       |
|           | Amon Lotus 4 min 00 s 1     |                              | Taylor BRP 4 min 00 s 2     |                              | Siffert Brabham 4 min 02 s 7  |
| 6e ligne  |                             | Pos. 14                      |                             | Pos. 15                      |                               |
|           |                             | Bonnier Brabham 4 min 02 s 7 |                             | P. Hill Cooper 4 min 02 s 8  |                               |
| 7e ligne  | Pos. 16                     |                              | Pos. 17                     |                              | Pos. 18                       |
|           | Ireland BRP 4 min 04 s 0    |                              | Baghetti BRM 4 min 07 s 6   |                              | Pilette Scirocco 4 min 22 s 9 |

## Déroulement de la course

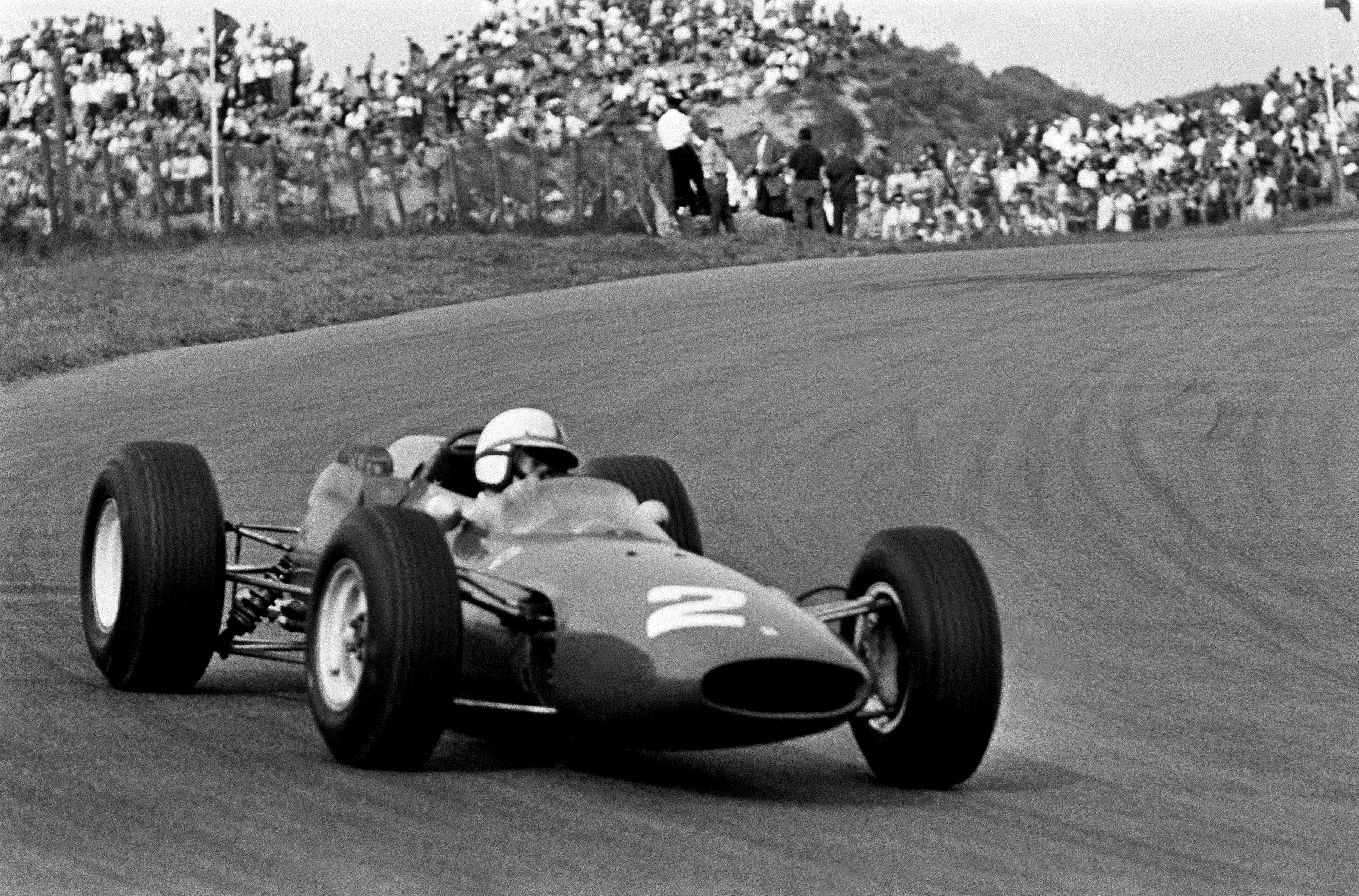
Au volant de sa Ferrari 158, John Surtees (vu ici à Zandvoort) fut le seul à tenir tête à la Brabham de Gurney à Francorchamps.

Il est tombé quelques gouttes de pluie peu avant le départ, en début d'après-midi, mais malgré le ciel couvert la piste a vite séché. Lorsque le drapeau s'abaisse, Peter Arundell est le plus prompt à s'élancer ; il parvient à infiltrer sa Lotus entre la Brabham de Dan Gurney et la BRM de Graham Hill et aborde le Raidillon de l'Eau Rouge en tête. Gurney déborde rapidement Arundell et durant le premier tour le pilote anglais se fait également doubler par la Ferrari de John Surtees, puis par son coéquipier Jim Clark. Gurney repasse devant les tribunes avec plus d'une seconde et demie d'avance sur Surtees, lui-même deux secondes devant Clark. Arrivent ensuite, groupés en une seconde, Arundell, Jack Brabham, Graham Hill, ce dernier, après un mauvais départ, venant de dépasser la Cooper de Bruce McLaren. Hill dépasse Brabham dans la descente vers l'Eau Rouge et déborde Arundell peu après, s'emparant de la quatrième place. Pendant ce temps, Surtees revient sur Gurney et ne compte plus qu'une vingtaine de mètres de retard à la fin du deuxième tour. Clark, troisième, est cinq secondes et demie plus loin, le même écart le séparant d'un peloton de quatre voitures comprenant Hill, Arundell, Brabham et McLaren. Surtees attaque Gurney et le passe entre Burnenville et Malmedy, prenant le commandement de la course. Il boucle le troisième tour avec près de deux secondes d'avance sur l'Américain, alors que Clark est déjà relégué à dix secondes. Cependant, quelques kilomètres plus loin, Gurney revient dans les roues de Surtees et le redépasse au virage de Stavelot ; le moteur de la Ferrari a soudainement perdu de sa puissance et l'ancien motard regagne son stand à allure réduite pour y abandonner, piston crevé. Gurney se retrouve seul en tête, avec dix secondes d'avance sur Clark, sur qui Hill remonte progressivement. Deux tours plus tard, tandis que Gurney effectue un véritable cavalier seul, le pilote BRM est revenu dans les roues du champion du monde et les deux Britanniques vont dès lors livrer bataille pour la seconde place, échangeant à plusieurs reprises leurs positions. Ils sont bientôt rejoints par McLaren. Arundell, cinquième, perd régulièrement du terrain sur les premiers mais se maintient facilement devant Brabham. Hill parvient alors à se démarquer de Clark, l'Écossais cédant deux boucles plus tard la troisième place à McLaren. À la fin du dixième tour, l'avance de Gurney sur le trio de ses poursuivants est de plus de vingt secondes, tandis qu'Arundell et Brabham comptent déjà respectivement quarante et cinquante secondes de retard sur l'Américain. Après plusieurs rondes dans le sillage de McLaren, Clark reprend l'avantage sur McLaren et attaque Hill aussitôt. Le duel entre les deux champions recommence, la Lotus étant généralement devant dans le raidillon avant que la BRM la passe dans la descente de Burnenville. Gurney continue à caracoler en tête ; à la mi-course, il possède vingt-huit secondes d'avance sur le petit peloton de chasse. Arundell, isolé à la cinquième place est à plus d'une minute, Brabham étant quinze secondes derrière la deuxième Lotus. Septième, la BRM de Richie Ginther est beaucoup plus loin.
Alors que la bataille pour la deuxième place continue à faire rage, le moteur de la voiture d'Arundell commence à chauffer et le pilote doit s'arrêter à son stand pour faire le plein d'eau, perdant le bénéfice de sa course régulière. Au cours du vingtième tour, Clark et McLaren perdent du temps sur Hill lors du dépassement d'attardés et ne vont dès lors plus être en mesure de revenir dans le sillage de la BRM. Ils continuent à se battre pour la troisième place, jusqu'à la fin du vingt-quatrième tour où un freinage très tardif de Clark à l'épingle de la source permet à l'Écossais de prendre du champ. Ne pouvant plus profiter de l'aspiration de la Lotus, McLaren perd alors rapidement du terrain. À la fin du vingt-cinquième tour, Gurney possède une confortable avance de trente-cinq secondes sur Hill. Décroché, Clark est cinq secondes plus loin, tandis que McLaren a déjà perdu six secondes sur la Lotus. Bien que non menacé, Gurney continue sur un rythme extrêmement rapide, portant le record de la piste à 221,5 km/h de moyenne. Peu après, Clark, dont le moteur chauffe exagérément, s'arrête quelques instants à son stand pour que ses mécaniciens effectuent un ravitaillement en eau. Il repart loin derrière McLaren. Soudain, le moteur de Gurney se met à couper dans les virages, la pompe à essence se désamorçant. Alors qu'il venait de se faire dépasser par la Brabham de tête, Ginther parvient à se dédoubler au cours du trentième tour, à la fin duquel Gurney s'arrête à son stand pour un complément de carburant. Il n'en a malheureusement pas sur place et, alors que ses mécaniciens s'apprêtent à aller en chercher dans le paddock, Gurney, furieux, repart sans attendre, prenant le risque de tomber en panne sur le circuit. Tombé à la troisième place, il compte alors plus d'une demi-minute de retard sur Hill, qui a hérité du commandement de la course devant McLaren. À l'amorce du dernier tour, Hill (qui compte cinquante secondes d'avance sur la Cooper) semble avoir course gagnée. Peu avant Stavelot, Gurney est sur le point de reprendre la deuxième place à McLaren lorsque son moteur s'éteint définitivement. En tête, Hill connaît la même mésaventure, la pompe à essence de sa BRM ne parvenant pas à aspirer les quelques litres restant au fond du réservoir. Malgré des problèmes d'allumage, McLaren se retrouve premier, avec plus d'une minute d'avance sur Clark. Il s'apprête à franchir la ligne en vainqueur lorsque, à l'abord du dernier virage, son moteur se coupe définitivement, batterie à plat. Profitant de la descente, il parvient toutefois à terminer en roue libre mais, à seulement vingt mètres de l'arrivée, se fait coiffer par Clark qui remporte finalement la course quelques secondes devant son adversaire malheureux, dans la confusion la plus totale. Ignorant qu'il a gagné (il n'a pas remarqué la BRM de Hill arrêtée), le champion du monde va également tomber en panne sèche dans son tour de décélération et c'est son coéquipier Arundell qui va lui apprendre la nouvelle en le ramenant au stand à califourchon sur le capot arrière de sa monoplace ! Derrière Clark et McLaren, Brabham hérite de la troisième place, devant la BRM de Ginther qui a effectué la majeure partie de la course avec un moteur manquant de puissance. Bien qu'ayant abandonné, Hill et Gurney sont classés respectivement cinquième et sixième, les autres concurrents ayant terminé attardés.

### Classements intermédiaires
Classements intermédiaires des monoplaces aux premier, deuxième, troisième, cinquième, huitième, dixième, seizième, vingtième, vingt-cinquième, trentième et trente-et-unième tours,.

### Classement de la course

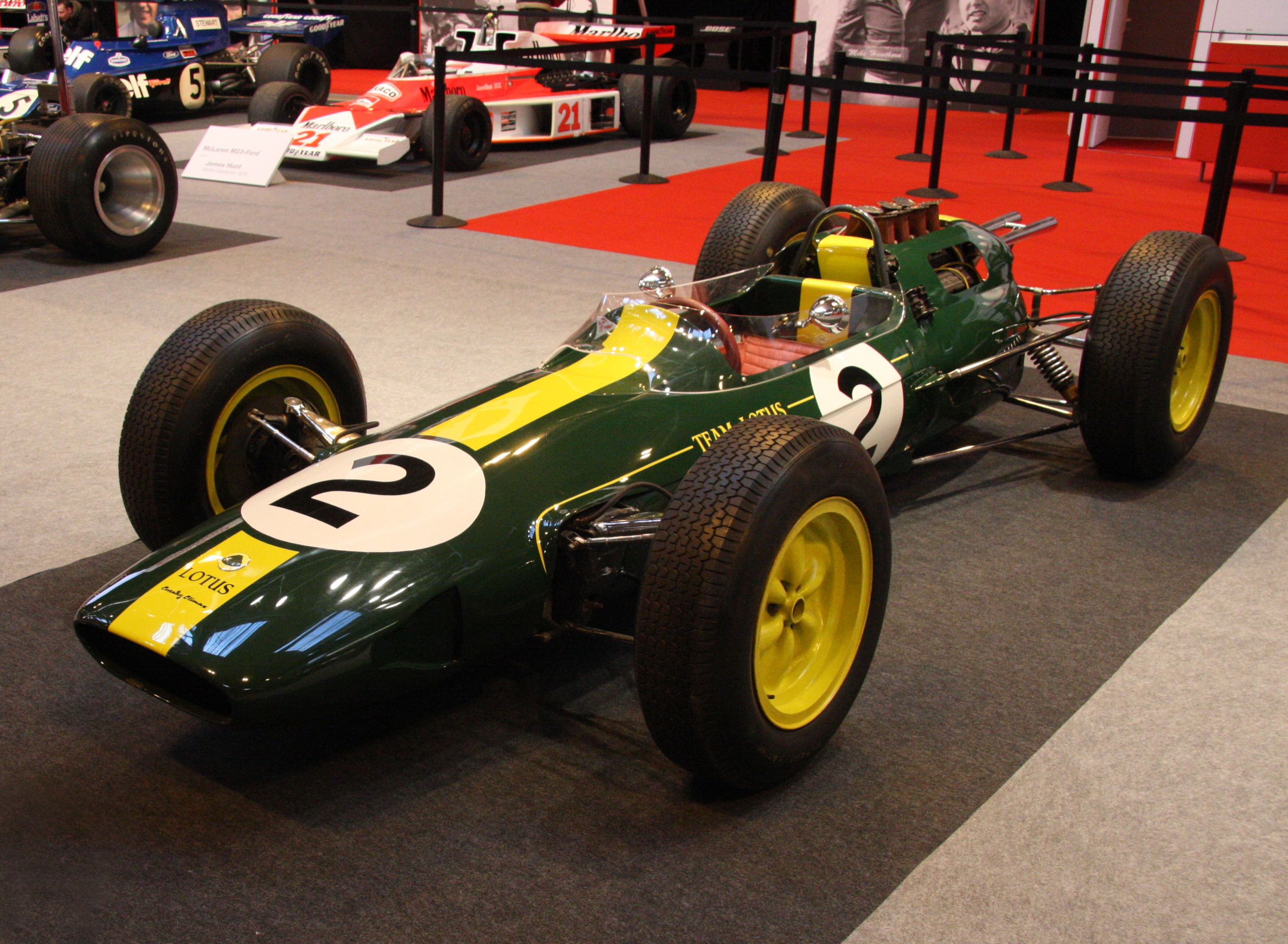
Une Lotus 25 semblable à la voiture victorieuse de Jim Clark.

| Pos  | N° | Pilote             | Écurie          | Tours | Temps/Abandon                                  | Grille | Points |
| ---- | -- | ------------------ | --------------- | ----- | ---------------------------------------------- | ------ | ------ |
| 1    | 23 | Jim Clark          | Lotus-Climax    | 32    | 2 h 06 min 40 s 5                              | 6      | 9      |
| 2    | 20 | Bruce McLaren      | Cooper-Climax   | 32    | 2 h 06 min 43 s 9 (+ 3 s 4)                    | 7      | 6      |
| 3    | 14 | Jack Brabham       | Brabham-Climax  | 32    | 2 h 07 min 28 s 6 (+ 48 s 1)                   | 3      | 4      |
| 4    | 2  | Richie Ginther     | BRM             | 32    | 2 h 08 min 39 s 1 (+ 1 min 58 s 6)             | 8      | 3      |
| 5    | 1  | Graham Hill        | BRM             | 31    | 2 h 00 min 40 s 3 (Pompe à essence)            | 2      | 2      |
| 6    | 15 | Dan Gurney         | Brabham-Climax  | 31    | 2 h 01 min 36 s 1 (Panne d'essence)            | 1      | 1      |
| 7    | 4  | Trevor Taylor      | BRP-BRM         | 31    | 2 h 07 min 23 s 9 (+ 1 tour)                   | 12     |        |
| 8    | 6  | Giancarlo Baghetti | BRM             | 31    | 2 h 08 min 19 s 9 (+ 1 tour)                   | 17     |        |
| 9    | 24 | Peter Arundell     | Lotus-Climax    | 28    | 2 h 04 min 29 s 7 (+ 4 tours)                  | 4      |        |
| 10   | 3  | Innes Ireland      | BRP-BRM         | 28    | 2 h 07 min 06 s 3 (+ 4 tours)                  | 16     |        |
| Dsq. | 29 | Peter Revson       | Lotus-BRM       | 28    | 2 h 11 min 32 s 3 (Exclu pour aide extérieure) | 10     |        |
| Abd. | 17 | Jo Siffert         | Brabham-BRM     | 14    | Moteur                                         | 13     |        |
| Abd. | 21 | Phil Hill          | Cooper-Climax   | 13    | Moteur                                         | 15     |        |
| Abd. | 11 | Lorenzo Bandini    | Ferrari         | 12    | Moteur                                         | 9      |        |
| Abd. | 28 | André Pilette      | Scirocco-Climax | 11    | Moteur                                         | 18     |        |
| Abd. | 16 | Jo Bonnier         | Brabham-BRM     | 8     | Pilote malade                                  | 14     |        |
| Abd. | 10 | John Surtees       | Ferrari         | 4     | Piston                                         | 11     |        |
| Abd. | 27 | Chris Amon         | Lotus-BRM       | 3     | Moteur                                         | 5      |        |
| Np.  | 7  | Tony Maggs         | BRM             |       | Moteur endommagé aux essais                    |        |        |
| Np.  | 18 | Bob Anderson       | Brabham-Climax  |       | Dysfonctionnement du moteur                    |        |        |

Légende :
- Abd. = abandon
- Dsq. = disqualifié
- Np. = Non partant

### Pole position et record du tour
- Pole position :  Dan Gurney en 3 min 50 s 9 (vitesse moyenne : 219,835 km/h). Temps réalisé lors de la séance d'essais du vendredi 12 juin[1].
- Meilleur tour en course :  Dan Gurney en 3 min 49 s 2 au 27e tour (vitesse moyenne : 221,466 km/h).

#### Évolution du record du tour en course
Le meilleur tour fut amélioré dix fois au cours de l'épreuve.

### Tours en tête
- Dan Gurney : 28 tours (1-2 / 4-29)
- John Surtees : 1 tour (3)
- Graham Hill : 2 tours (30-31)
- Jim Clark : 1 tour (32)[Note 3]

## Classement général à l'issue de la course
- Attribution des points : 9, 6, 4, 3, 2, 1 respectivement aux six premiers de chaque épreuve.
- Pour la coupe des constructeurs, même barème et seule la voiture la mieux classée de chaque équipe inscrit des points.
- Seuls les six meilleurs résultats sont comptabilisés.
- Le règlement permet aux pilotes de se relayer sur une même voiture, les points éventuellement acquis étant alors perdus pour pilotes et constructeur[1].

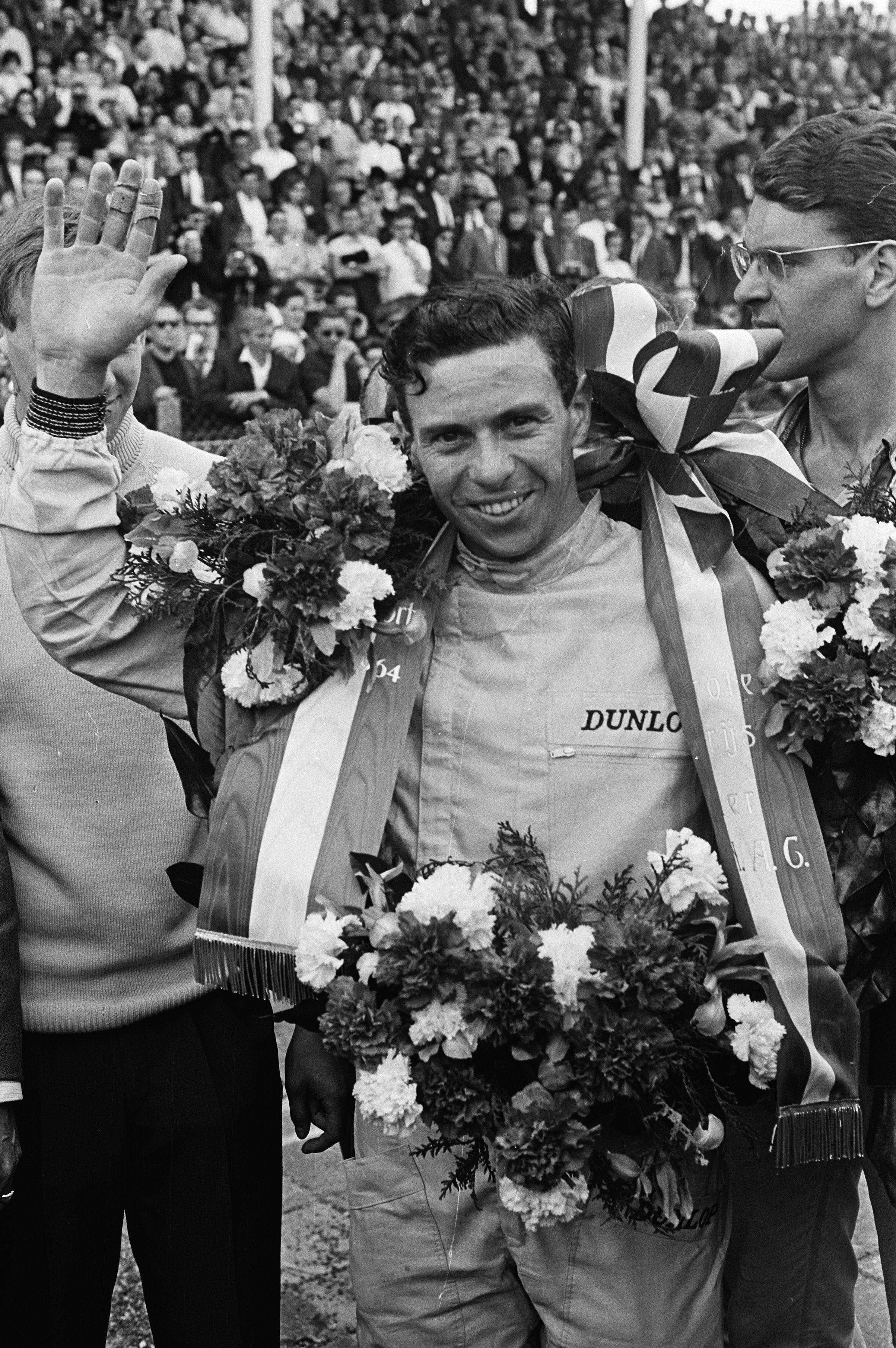
Après ses deux victoires consécutives aux Pays-Bas et en Belgique, Jim Clark est désormais seul en tête du championnat du monde.

| Pos. | Pilote         | Écurie  | Points | MON | NL | BEL | FRA | GBR | ALL | AUT | ITA | USA | MEX |
| ---- | -------------- | ------- | ------ | --- | -- | --- | --- | --- | --- | --- | --- | --- | --- |
| 1    | Jim Clark      | Lotus   | 21     | 3   | 9  | 9   |     |     |     |     |     |     |     |
| 2    | Graham Hill    | BRM     | 14     | 9   | 3  | 2   |     |     |     |     |     |     |     |
| 3    | Richie Ginther | BRM     | 9      | 6   | -  | 3   |     |     |     |     |     |     |     |
| 4    | Peter Arundell | Lotus   | 8      | 4   | 4  | -   |     |     |     |     |     |     |     |
| 5    | John Surtees   | Ferrari | 6      | -   | 6  | -   |     |     |     |     |     |     |     |
|      | Bruce McLaren  | Cooper  | 6      | -   | -  | 6   |     |     |     |     |     |     |     |
| 7    | Jack Brabham   | Brabham | 4      | -   | -  | 4   |     |     |     |     |     |     |     |
| 8    | Joakim Bonnier | Cooper  | 2      | 2   | -  | -   |     |     |     |     |     |     |     |
|      | Chris Amon     | Lotus   | 2      | -   | 2  | -   |     |     |     |     |     |     |     |
| 10   | Mike Hailwood  | Lotus   | 1      | 1   | -  | -   |     |     |     |     |     |     |     |
|      | Bob Anderson   | Brabham | 1      | -   | 1  | -   |     |     |     |     |     |     |     |
|      | Dan Gurney     | Brabham | 1      | -   | -  | 1   |     |     |     |     |     |     |     |

| Pos. | Écurie         | Points | MON | NL | BEL | FRA | GBR | ALL | AUT | ITA | USA | MEX |
| ---- | -------------- | ------ | --- | -- | --- | --- | --- | --- | --- | --- | --- | --- |
| 1    | Lotus-Climax   | 22     | 4   | 9  | 9   |     |     |     |     |     |     |     |
| 2    | BRM            | 15     | 9   | 3  | 3   |     |     |     |     |     |     |     |
| 3    | Cooper-Climax  | 8      | 2   | -  | 6   |     |     |     |     |     |     |     |
| 4    | Ferrari        | 6      | -   | 6  | -   |     |     |     |     |     |     |     |
| 5    | Brabham-Climax | 5      | -   | 1  | 4   |     |     |     |     |     |     |     |
| 6    | Lotus-BRM      | 3      | 1   | 2  | -   |     |     |     |     |     |     |     |

## À noter
- 12e victoire en championnat du monde pour Jim Clark.
- 17e victoire en championnat du monde pour Lotus en tant que constructeur.
- 31e victoire en championnat du monde pour Climax en tant que motoriste.
- Peter Revson est disqualifié pour avoir reçu de l'aide extérieure.